# Bahamas en los Juegos Olímpicos de Los Ángeles 2028
Bahamas participará en los Juegos Olímpicos de Los Ángeles 2028 por un total de  deportistas que competirán en  deportes. Responsable del equipo olímpico es el Comité Olímpico de Bahamas, así como las federaciones deportivas nacionales de cada deporte con participación.